# Oisea celinea
Oisea celinea (лат.) — ископаемый вид сетчатокрылых насекомых из рода Oisea семейства Rhachiberothidae. Обнаружены в эоценовых янтарях Европы (Le Quesnoy, Parisian amber, Франция).
Вид был впервые описан в 2005 году французским палеоэнтомологом Андре Нелем  с соавторами (André Nel; Национальный музей естественной истории, Париж) под первоначальным названием Eorhachiberotha celinea. 
Вместе с другими ископаемыми видами сетчатокрылых насекомых, такими как Spinoberotha mickaelacrai, Chimerhachiberotha acrasarii, Alloberotha petrulevicii, Alboconis cretacica, Gallosemidalis eocenica, Eorhachiberotha burmitica, Phthanoconis burmitica, Glaesoconis baliopteryx, Retinoberotha stuermeri, Paraberotha acra являются одними из древнейших представителей Neuroptera, что было показано в 2007 году американскими палеоэнтомологами Майклом Энджелом (Engel M.) и Дэвидом Гримальди (Grimaldi D. A.).